# Chiesa ed ex monastero della Santissima Annunziata
La Chiesa ed ex monastero della Santissima Annunziata è un luogo di culto cattolico sito in Paternò, in provincia di Catania. É la Chiesa madre della cittadina siciliana, e in origine fu la cappella privata dell'annesso monastero delle Suore benedettine, i cui locali oggi ospitano la biblioteca comunale.

## Storia

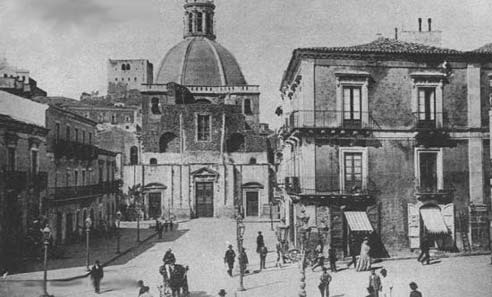
Paternò, ex monastero della SS. Annunziata, Il prospetto della chiesa alla fine del XIX secolo prima dei lavori di completamento

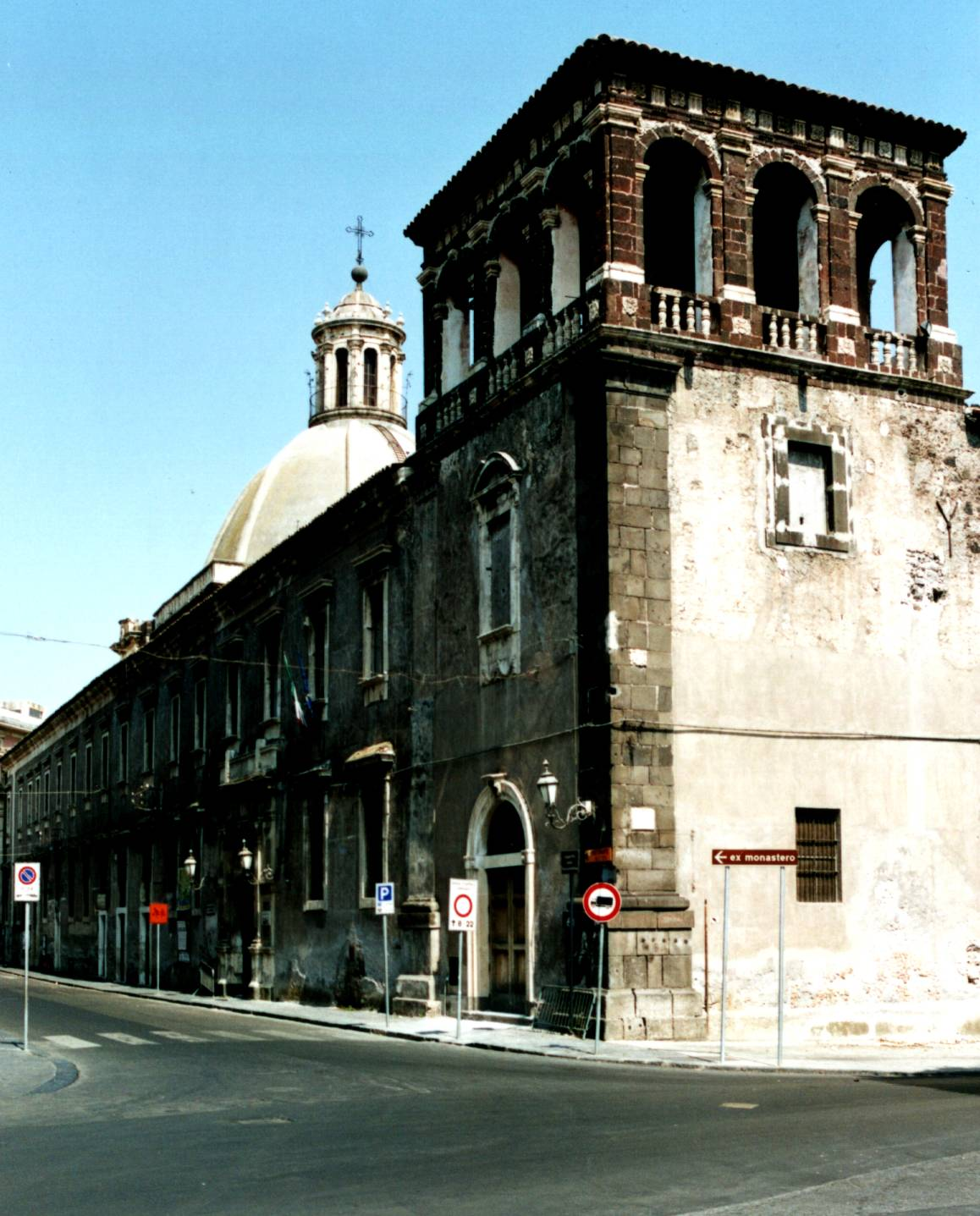
Paternò, ex monastero della SS. Annunziata, La Loggetta Belvedere

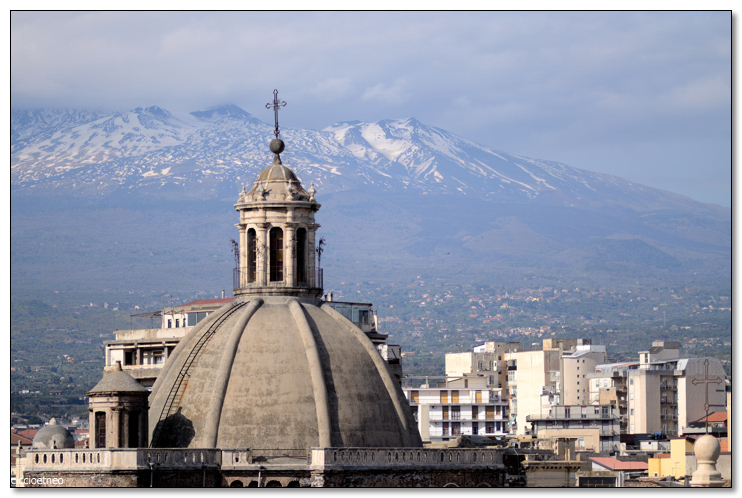
Paternò, ex monastero della SS. Annunziata, La cupola della chiesa

La fondazione di un convento delle Benedettine a Paternò, risale al 1350, e si trovava al piano di Santa Maria dell'Alto, nell'antico borgo sul colle, nelle case donate dalla nobildonna Geltrude di Sanfilippo alle religiose provenienti dal monastero di San Vito. Il monastero accolse le figlie della nobiltà locale. Nel luglio del 1644, in seguito al crollo del tetto di un dormitorio, la badessa e le monache chiesero al Vescovo di Catania di essere trasferite. 
Il nobile Giuseppe Cardonetto, membro della Corte giuratoria di Paternò, con testamento del 24 marzo 1592 aveva destinato i propri beni alla fondazione del convento, che doveva ospitare, secondo la volontà del fondatore, una comunità di Clarisse. A causa di liti tra gli eredi del Cardonetto, la costruzione proseguì a rilento e nel 1661 ancora era stata innalzata solo una parte della fabbrica. Un breve pontificio del 18 marzo 1662 unì il nuovo monastero delle Clarisse con quello benedettino della Santissima Annunziata. Le monache dell'Annunziata si trasferirono nel nuovo edificio, ancora incompleto il 17 agosto del 1671, a causa di nuovi cedimenti del vecchio monastero sulla collina, sebbene le clarisse tentassero di opporvisi. Il nuovo monastero venne anch'esso danneggiato dal terremoto del 1693 e fu in occasione delle nuove riparazioni che venne costruita la loggetta belvedere.
Nel 1767, iniziarono i lavori di ampliamento del monastero, in seguito all'accresciuto numero delle monache, e si stabilì, inoltre, di costruire ex novo la chiesa, al posto di una più antica dedicata a San Michele allora esistente nei pressi del monastero e che era denominata San Michele Lo Novo, per differenziarla da quella più antica che sorgeva nella città vecchia sul colle. Per procedere all'ampliamento vennero acquistate sia la chiesa dalla Confraternita di San Michele che vi aveva sede, che diverse altre case che vi sorgevano attorno. Per la progettazione del nuovo edificio fu incaricato Stefano Ittar, all'epoca pubblico architetto della città di Catania e protagonista indiscusso della ricostruzione Tardo-Barocca del Val di Noto: l'opera di Ittar nell'edificio durò verosimilmente fino al 1785, data della sua partenza per Malta, dove morì nel 1790. Nel 1798 fu completata la decorazione interna della chiesa, e nel dicembre 1800 si lavorava ancora per la costruzione della facciata, che venne però interrotta per motivi economici.
La costruzione della facciata venne ripresa alla metà dell'Ottocento, affidando l'incarico all'architetto Carmelo Sciuto Patti. Il nuovo progetto, che rielaborava in senso classicista quello di Ittar, fu presentato nel gennaio 1866, ma la costruzione si interruppe quasi subito in seguito alla soppressione del monastero. L'edificio conventuale venne acquisito dal Comune di Paternò e fu immediatamente adibito a diverse funzioni. Andarono dispersi parte della biblioteca e dell'archivio del convento. 
Nel 1904, il Comune di Paternò istituì un comitato per provvedere alla costruzione della facciata. Nel 1905, grazie ai fondi raccolti, i lavori furono ripresi dall'ingegnere Cesare Impallomeni, che modificò ulteriormente il progetto: per ragioni statiche o economiche non furono realizzati i campanili e la decorazione scultorea fu considerevolmente ridimensionata. I lavori della facciata si conclusero nel 1908. Il terremoto del 1908 causò gravi danni che vennero quindi riparati.
Durante la prima guerra mondiale una parte del monastero fu adibita a caserma e a carcere militare. Il 3 febbraio 1915, la Chiesa della Santissima Annunziata fu aggregata sotto un'unica parrocchia alla Chiesa di Santa Maria dell'Alto dalla Curia catanese, ed acquisì il titolo di Chiesa madre della città.
Nel luglio del 1943 fu colpita dai bombardamenti alleati la parte sinistra della facciata della chiesa.  Nel dopoguerra, il 7 gennaio 1951, al piano terra dell'ala meridionale fu inaugurata la biblioteca comunale intitolata al geografo paternese Giovanni Battista Nicolosi.
Fino al 2002, una parte notevole del complesso è stata adibita a istituto scolastico, con interventi di modifica. In seguito a dissesti statici si è avviata una campagna di restauro, iniziata con la riqualificazione della biblioteca comunale, riaperta nel 2008.

## Descrizione
Il complesso, di circa 36 x 80 metri, è la somma di quattro corpi di fabbrica di epoca diversa:
- La parte più antica è quella occidentale, con una loggetta belvedere in pietra lavica e calcare, e risale alla seconda metà del Seicento;
- Alla seconda metà del Settecento si deve l'edificio orientale, progettato da Stefano Ittar, che riunisce, in un unico corpo quadrangolare di circa 36 x 39 metri, i dormitori e la chiesa;
- Nell'Ottocento l'edificio orientale fu collegato a quello occidentale per mezzo di due nuove fabbriche e un cortile;
- Nel Novecento, infine, dopo la soppressione del monastero, notevoli interventi edilizi hanno modificato ancora l'impianto e in particolare venne completato il prospetto della chiesa, su progetto originario dell'architetto Carmelo Sciuto Patti.

La chiesa, realizzata in stile barocco con elementi neoclassici, presenta una cupola di grandi dimensioni, anch'essa barocca. La facciata presenta un portale che è sormontato da una nicchia con la statuetta della Madonna, e nelle fasce laterali, delimitate da alte lesene, che nell'ordine inferiore sono, con bell'effetto plastico, doppiate da colonne, si aprono i due portali secondari con timpano curvilineo, cui nell'ordine superiore corrispondono altrettante finestre frontonate. Il complesso occupa una vasta area compresa fra la piazza Indipendenza a oriente e la piazza Santa Barbara ad occidente; ed è appunto nel prospetto occidentale, in posizione opposta rispetto alla facciata del tempio, che si innestano altri organismi: la chiesa del Santissimo Crocifisso da una parte e, dall'altra, al culmine della costruzione, il belvedere delle monache.
La chiesa del Crocifisso, in realtà una cappella di modeste dimensioni, è l'originario oratorio del monastero. Un portale con architrave sormontato da un timpano spezzato e barocco motivo a volute al centro, ne annuncia la presenza, istituendo col dimesso intonaco del prospetto contrappunti di vivida tensione formale, che si esaltano nei solidi timbri del disegno e nelle vibrazioni della pietra lavica. L'interno ha pianta rettangolare e volta a botte. Il belvedere, nel cantonale di nord-ovest della costruzione, è un loggiato ad unico ordine quadriportico, con tre archi in ciascun lato, delimitati da paraste in conci di lava che emergono da una bassa balaustra e si concludono contro un lungo fregio con decorazioni a formelle.
L'interno è caratterizzato dal grande padiglione centrale a pianta ellissoidale, prolungantesi nel presbiterio lievemente rettangolare ed introdotto da un breve vestibolo,  che immette da destra in una profonda cappella, nella quale è stato disposto il fonte battesimale, opera di recente realizzazione, e, a sinistra, dà accesso alla scala di adduzione alla nuova casa canonica. Dall'atrio d'ingresso, che accoglie nel piano superiore la cantoria, attraverso un grandioso arco depresso si entra nel padiglione immerso nella penombra, le cui proporzioni risultano accresciute dalla profondità di quattro nicchioni ad arco centrico che accolgono gli altari minori e dall'imponente slancio della cupola, che copre tutto il vano centrale, impostandosi sull'alto tamburo sostenuto da otto pilastri, che contengono e delimitano le nicchie. Un felice giuoco di rincassi e di aggetti, per l'ampio ricorso fatto all'impiego di lesene in funzione ornamentale e per l'armoniosa trabeazione che fascia il tempio, articola lo spazio e determina raffinate soluzioni, che culminano nei limpidi ornati del cupolone, luminosamente ispirati allo stile Impero.
Sugli altari minori, nel vano degli arcosoli, sono sistemate quattro grandi pale: a destra, l'Incoronazione della Vergine tra San Francesco e Santa Chiara, interessante opera ispirata, per le qualità cromatiche e la tecnica del disegno, ai motivi caratteristici della pittura iberica del Seicento, e il Transito di San Benedetto, composizione di solida perizia figurativa trattata in termini di melodrammatico formalismo, erroneamente attribuita all'acese Giacinto Platania, ma in realtà eseguita dal locale Giuseppe Milazzo nel 1653; sugli altari di sinistra sono disposti, il Martirio di Santa Barbara, enfatica tela di Cornelio Magrì datata 1799, e un'Annunciazione riferibile al pieno XVII secolo. L'opera più interessante è tuttavia la Madonna dell'Itria, eseguita dalla pittrice Sofonisba Anguissola nel 1579, in memoria del marito Fabrizio Moncada dei Principi di Paternò, morto annegato in quell'anno.